# Propriedade de torre
Em Teoria das probabilidades, a Propriedade de torre, determina que, se {\displaystyle X} é uma Variável Aleatória integrável - Ou seja, tal que {\displaystyle {\textrm {E}}|X|<\infty } - e {\displaystyle Y} é outra variável aleatória, não necessáriamente integrável, definida no mesmo Espaço de probabilidade, então:
{\displaystyle \ {\textrm {E}}[{\textrm {E}}[X|Y]]={\textrm {E}}[X]}

## Prova

### Caso discreto
Sejam {\displaystyle X} e {\displaystyle Y} variáveis aleatórias discretas, e {\displaystyle X} integrável.

{\displaystyle {\begin{aligned}\mathbb {E} [\mathbb {E} [X\mid Y]]&=\sum _{y}\mathbb {E} [X\mid Y=y]\cdot \mathbb {P} (Y=y)\\&=\sum _{y}\left(\sum _{x}x\cdot \mathbb {P} (X=x\mid Y=y)\right)\cdot \mathbb {P} (Y=y)\\&=\sum _{y}\sum _{x}x\cdot \mathbb {P} (X=x\mid Y=y)\cdot \mathbb {P} (Y=y)\\&=\sum _{y}\sum _{x}x\cdot {\frac {\mathbb {P} (X=x,Y=y)}{\mathbb {P} (Y=y)}}\cdot \mathbb {P} (Y=y)\\&=\sum _{y}\sum _{x}x\cdot \mathbb {P} (X=x,Y=y)\\&=\sum _{x}x\cdot \sum _{y}\mathbb {P} (X=x,Y=y)\\&=\sum _{x}x\cdot \mathbb {P} (X=x)=\mathbb {E} [X]\end{aligned}}}

### Caso contínuo
Para o caso contínuo, a prova é análoga usando densidades de probabilidade. Assumindo que {\displaystyle X} e {\displaystyle Y} possuem densidade conjunta {\displaystyle f_{X,Y}(x,y)}:
{\displaystyle {\begin{aligned}\mathbb {E} [\mathbb {E} [X\mid Y]]&=\int \mathbb {E} [X\mid Y=y]\cdot f_{Y}(y)\,dy\\&=\int \left(\int x\cdot f_{X\mid Y}(x\mid y)\,dx\right)f_{Y}(y)\,dy\\&=\int \int x\cdot f_{X\mid Y}(x\mid y)\cdot f_{Y}(y)\,dx\,dy\\&=\int \int x\cdot f_{X,Y}(x,y)\,dx\,dy\\&=\int x\cdot \left(\int f_{X,Y}(x,y)\,dy\right)dx\\&=\int x\cdot f_{X}(x)\,dx=\mathbb {E} [X]\end{aligned}}}
1. ↑  «Esperança Condicional para Uma Partição». Consultado em 24 de julho de 2020